# I. Abdul Rahman mohéli király
I. Abdul Rahman (Madagaszkár – Fomboni, Mohéli, 1842), születési neve: Ramanetaka-Rivo, Mohéli (comorei nyelven Mwali) királya (szultánja) a Comore-szigetek egyik szigetén. A madagaszkári eredetű Imerina-dinasztia tagja. I. Ranavalona madagaszkári királynő rokona. Dzsombe Szudi mohéli királynő apja és Szalima Masamba mohéli királynő nagyapja.

## Élete
Ramanetaka-Rivo (vagy egyszerűen csak Ramanetaka) néven született Rainimanetaka madagaszkári herceg és Rabodomananimerina imarovatanai hercegnő elsőszülött fiaként. Anyja, Rabodomananimerina hercegnő II. Ramanandriandzsakának, a madagaszkári Imarovatana királynőjének és férjének, Rabezaka hercegnek volt a legkisebb lánya. II. Ramanandriandzaka királynő idősebb lánya, Rambolamaszoandro (–1828) hercegnő Andrianampoinimerina imerinai király (1740–1810) hetedik felesége lett, és ő szülte a későbbi királyt, I. Radamát. I. Radama madagaszkári király így elsőfokú unokatestvére volt Ramanetaka-Rivo hercegnek.
Ramanetaka nővérét, Rasoamananoro hercegnőt (–1817) Adrianampoinimerina imerinai királyhoz adták hozzá annak nyolcadik feleségeként. Adrianampoinimerina halála (1810) után negyedszülött fia, I. Radama foglalta el a trónt, és kinevezte Ramanetakát a madagaszkári hadsereg marsalljává, majd megtette Bembatooka és Madzsunga tartományok kormányzójává (1824–1828). Ramanetaka feleségül vette Ravao (–1847) madagaszkári királynét, I. Radama madagaszkári király harmadik feleségét, akitől elvált I. Radama király. I. Radama madagaszkári király halála (1828) után Radama főfeleségének, I. Ranavalona madagaszkári királynőnek a trónra jutása után, hogy mentse az életét, miután öccsét, Ramananolona herceget és anyai nagynénjét, Rambolamaszoandro madagaszkári anyakirálynét, I. Radama anyját és az új királynő anyósát is meggyilkolták 1828-ban, a Comore-szigetekre menekült, felvette az iszlámot és az Abdul Rahman nevet, majd 1830-tól Mohéli szigetének a szultánja lett a zanzibári szultán fennhatósága alatt.

## Gyermekei
- Feleségétől, Ravao (–1847) madagaszkári és mohéli királynétól, 5 leány:[3]
  - Raketaka (1836/37–1878) hercegnő, Dzsombe Szudi néven mohéli királynő (szultána), férje Szaidi Hamada Makadara zanzibári herceg, 5 gyermek
  - Razaimanana (Balia Dzsuma) hercegnő, Mohéli régense (ur: 1888–1889)
  - Rahamina hercegnő, férje Razakandrianaina, 2 gyermek
  - Randriaka hercegnő
  - Razafintszara hercegnő
- Házasságon kívüli kapcsolatából egy szakalava úrnőtől, 1 leány:
  - Dzsumbe Szalama (1839–1858 körül) hercegnő,[4] férje Szaif Al-Buszaidi herceg (1836 körül–1858 után), Dzsombe Szudi mohéli királynő férjének, Szaidi Hamada Makadara zanzibári hercegnek egy zanzibári úrnővel folytatott házasságon kívüli kapcsolatából származó fia[5]